# Eugénie Gautier
Pour les articles homonymes, voir Gautier.
Eugénie Gautier, née le 8 juillet 1813 à Paris où elle est morte le 24 avril 1886, est une peintre française.

## Biographie
Marie-Louise-Eugénie Gautier est la fille de Jean Jacques Gautier et de Agathe Jeanne Servient-Siques. Son frère Eugène Gautier est violoniste et compositeur.
Elle est élève de Jean-Hilaire Belloc.
Au salon de 1845, Charles Baudelaire la distingue parmi les artistes féminines : « elle peint comme un homme ».
Elle meurt le 24 avril 1886 à son domicile parisien de la rue Condorcet. Elle est inhumée le 26 avril au cimetière du Père-Lachaise.

## Œuvres

### Collections institutionnelles
- Portrait de François-Antoine Habeneck aîné, huile sur toile, 1838 (Paris, musée de la Musique de la Philharmonie de Paris, E.995.6.22)[4];
- Le Christ remettant les clés à Saint Pierre, copie d'après Guido Reni, huile sur toile, 1860, commande d'État (Centre national des arts plastiques, dépôt à la mairie de Lodève, FNAC FH 860-107)[5];
- La Sainte Famille, copie d'après Le Pérugin, huile sur toile, 1869, commande d'État (Centre national des arts plastiques, dépôt à la mairie de Montréal, FNAC FH 869-160)[6];
- La Vierge présente l'Enfant Jésus à l'adoration de saint Julien et saint Nicolas, copie d'après un original de Lorenzo di Credi, huile sur toile, 1871, commande d'État (Centre national des arts plastiques, dépôt à la mairie de mairie de Châtel-Guyon, FNAC PFH-5565)[7];
- Portrait de Carissimi d'après une gravure du temps, huile sur toile, 1877 (Paris, musée de la Musique de la Philharmonie de Paris, E.995.6.187)[8];

### Galerie

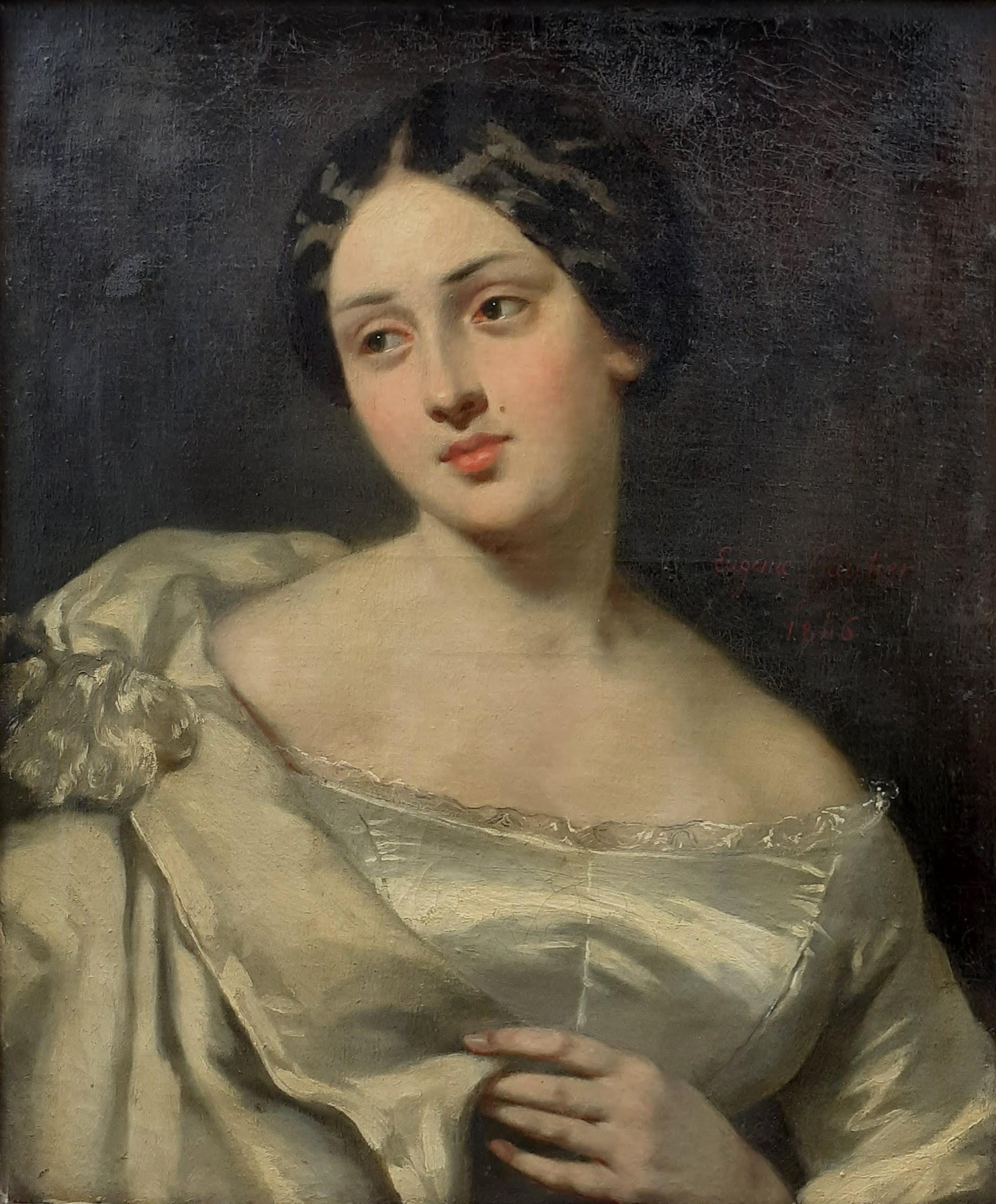
Portrait de femme à la robe ivoire, 1846
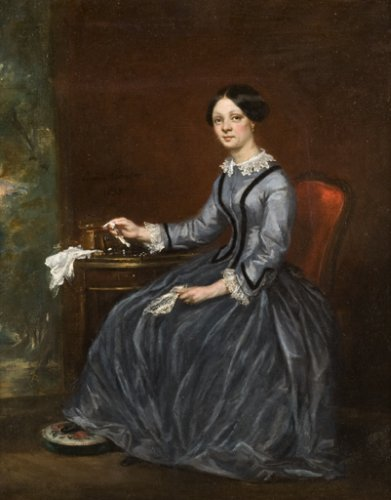
Portrait de femme à son ouvrage, 1853